# Gouvernement Spitaels
Région wallonne
Anselme Collignon I
L’Exécutif Spitaels est un exécutif wallon bipartite composé de socialistes et de sociaux-chrétiens. Il compte 7 ministres.
Ce gouvernement fonctionne du 8 janvier 1992 au 25 janvier 1994 en remplacement de l'exécutif Anselme. Après la démission de Guy Spitaels à la suite de l'Affaire Agusta, il cèdera sa place au Gouvernement Collignon I.
Le 24 juin 1993, le terme Exécutif régional wallon est remplacé par Gouvernement wallon; le terme Président de l’Exécutif par Président du Gouvernement.
Le 30 octobre 1993, le terme Président du Gouvernement est remplacé par Ministre-Président du Gouvernement.

## Composition
| Fonction | Titulaire | Titulaire         | Parti |
| --- | --------- | ----------------- | ----- |
| Président de l’Exécutif, chargé de l’Économie, des P.M.E. et des Relations extérieures à partir du 30 octobre 1993, s'y ajoutent: Tourisme et Commerce extérieur                     |           | Guy Spitaels      | PS    |
| Ministre du Développement technologique et de l’Emploi à partir du 30 octobre 1993, s'y ajoutent: la Recherche scientifique et la Formation professionnelle                          |           | Albert Liénard    | PSC   |
| Ministre des Affaires intérieures, chargé des Pouvoirs locaux, de l’Administration et des Travaux subsidiés à partir du 30 octobre 1993, s'y ajoutent: les Infrastructures sportives |           | Guy Mathot        | PS    |
| Ministre des Transports à partir du 30 octobre 1993, s'y ajoute: l’Aménagement du Territoire.                                                                                        |           | André Baudson     | PS    |
| Ministre des Travaux publics |           | Jean-Pierre Grafé | PSC   |
| Ministre de l’Aménagement du Territoire, du Logement et du Budget à partir du 30 octobre 1993, s'y ajoutent:l’Action sociale, la Santé et le Patrimoine                              |           | Robert Collignon  | PS    |
| Ministre de l’Environnement, des Ressources naturelles et de l’Agriculture |           | Guy Lutgen        | PSC   |